# Carousel (Band)
Carousel ist eine lettische Indie-Pop-Band.

## Geschichte
Gegründet im Jahre 2015 von der Sängerin Sabine Žuga und dem Gitarristen Maris Vasilievsky, wurde die Band erstmals 2018 der Öffentlichkeit bekannt, als sie am Konzert Pasaka ziemā teilnahm.
2019 nahm sie an der lettischen Vorentscheidung zum Eurovision Song Contest 2019 teil. Nach einer erfolgreichen Qualifikation für das Finale der Supernova 2019, konnte sie das Finale für sich entscheiden. Damit repräsentierte die Band Lettland beim Eurovision Song Contest 2019 in Tel Aviv, Israel mit ihrem selbst geschriebenen Lied That Night. Sie schied im zweiten Halbfinale aus.

## Diskografie
- 2019: Sketches of Sleepless Nights (EP)
- 2019: That Night (Single)